# Beylicato de Aydın

Los beylicatos de Anatolia hacia el 1330. El de Aydın se encuentra en la costa del mar Egeo, al suroeste de la península.

El Beylicato de Aydın fue un beylicato turco de Anatolia creado hacia 1307 y anexionado al Imperio otomano en 1425. Ramón Muntaner lo menciona como beylicato de Tin. Estaba en la costa del mar Egeo y centrado en la ciudad de Aydin. Estaba limitado: al norte, por el beylicato de Saruhan; al este, por el de Hamid; al sur, por el de Mentese; y, al oeste, por el mar Egeo. El emirato fue gobernado por la dinastía llamada de Aydin-oghlu. En 1390 fue ocupado por primera vez por los otomanos pero restablecido al cabo de doce años, después de la grave derrota otomana ante Tamerlán en Ankara en julio del año 1402.